# Гайро
Гайро (итал. Gairo) — коммуна в Италии, располагается в регионе Сардиния, в провинции Нуоро.
Население составляет 1 374  человек (30-6-2019), плотность населения составляет 17,73 чел./км². Занимает площадь 77,49 км². Почтовый индекс — 8040. Телефонный код — 0782.
Покровительницей коммуны почитается святая равноапостольная императрица Елена, празднование в Троицын день.

## Демография
Динамика населения:

## Администрация коммуны
- Официальный сайт: http://www.comune.gairo.nu.it

## Примечание
1. ↑  Statistiche demografiche ISTAT. demo.istat.it. Дата обращения: 22 ноября 2019. Архивировано из оригинала 24 июля 2019 года.